# Вікниця
Вікниця (О́книця, рум. Ocniţa, рос. Окница, Кисерняк) — річка в Україні (в межах Тульчинсьського району Вінницької області) і Молдові. Ліва притока Дністра (басейн Чорного моря).
Довжина річки - 24 км., похил - 7 м/км, площа басейну - 157 км².

## Назва
Назва річки походить від слів «вікниця», «вікнина». Так називають плеса води серед заростів осоки, що не замерзають узимку[джерело?].

## Розташування
Річка бере початок поблизу с. Одаї Крижопільського району Вінницької області. Тече на південь через селище Файгород, села Трибусівка та Грабарівка. Українсько-молдовський кордон перетинає на південь від села Грабарівка, далі тече через село Окниця. Впадає до Дністра в селі Кузмін.

## Галерея

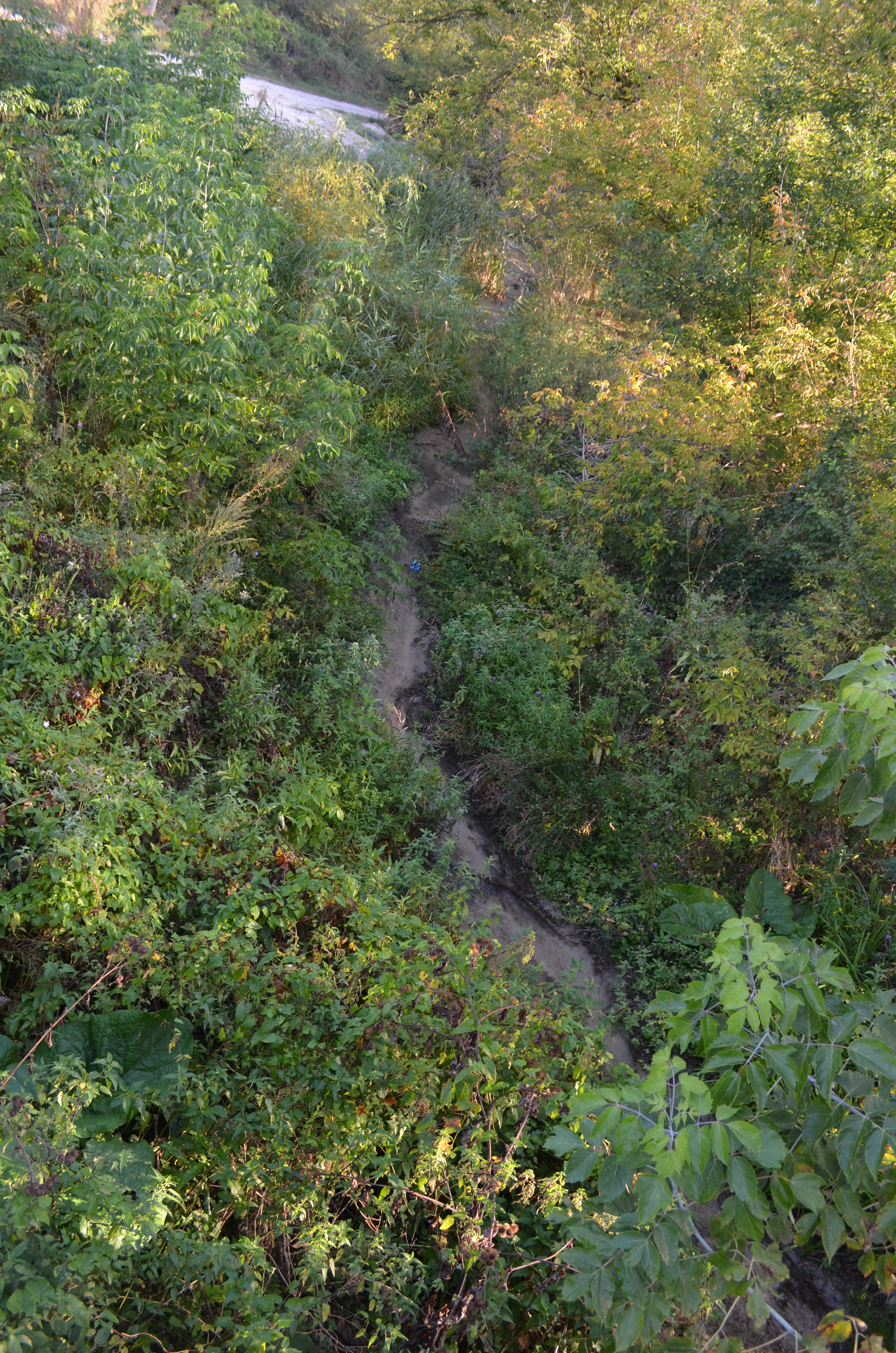
Річка у с. Трибусівка
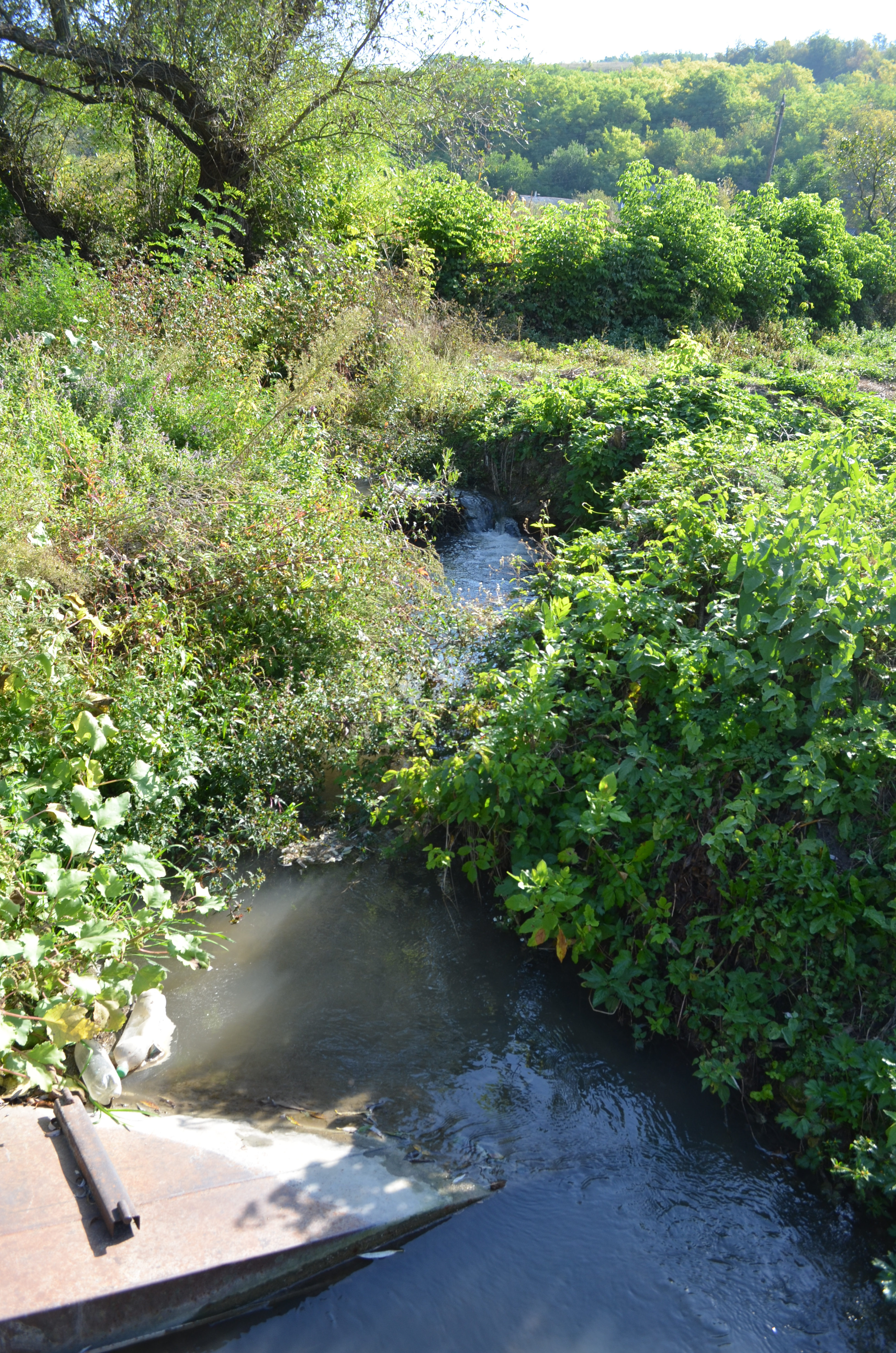
Річка у с. Грабарівка
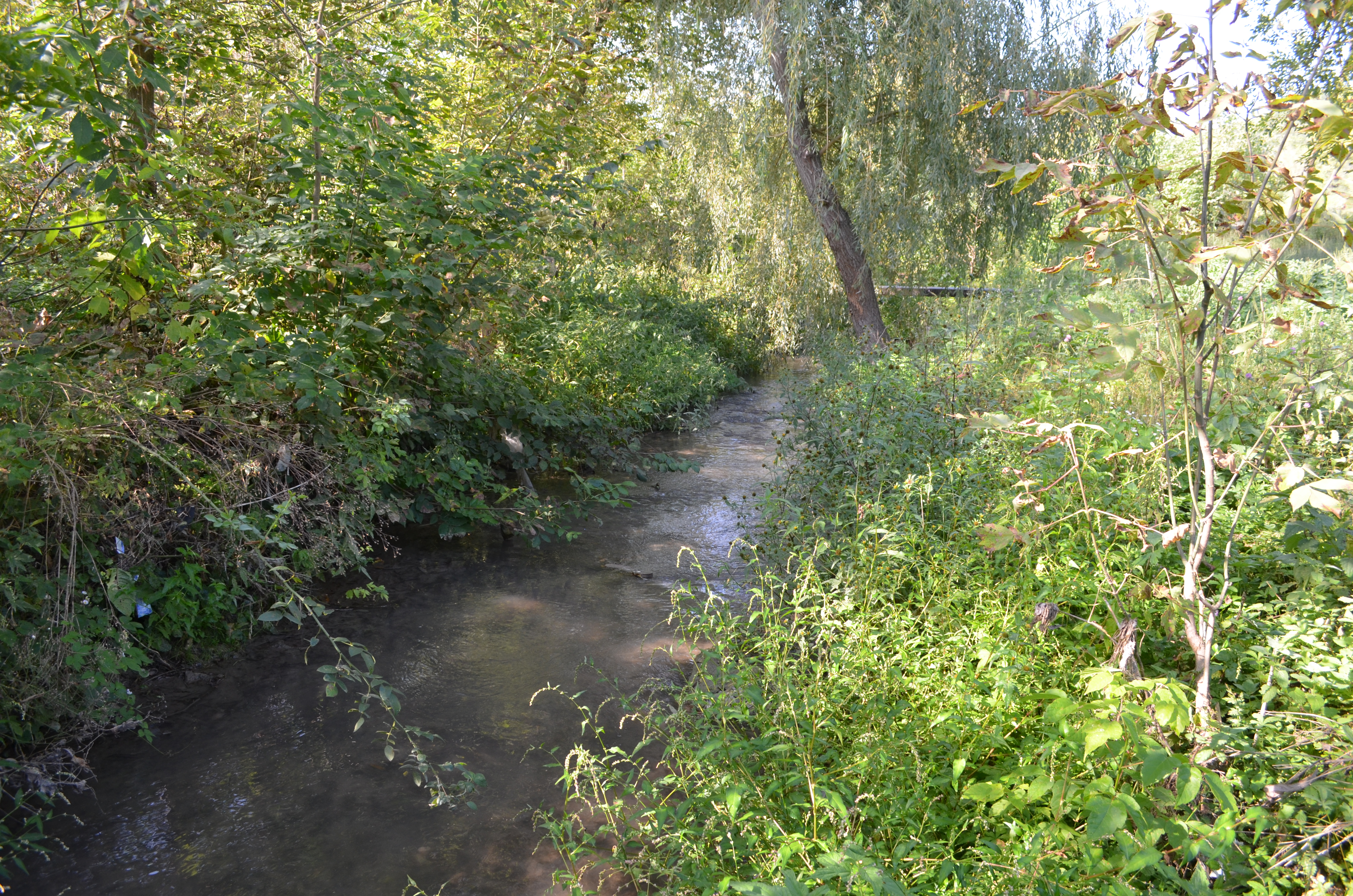
Річка у с. Грабарівка
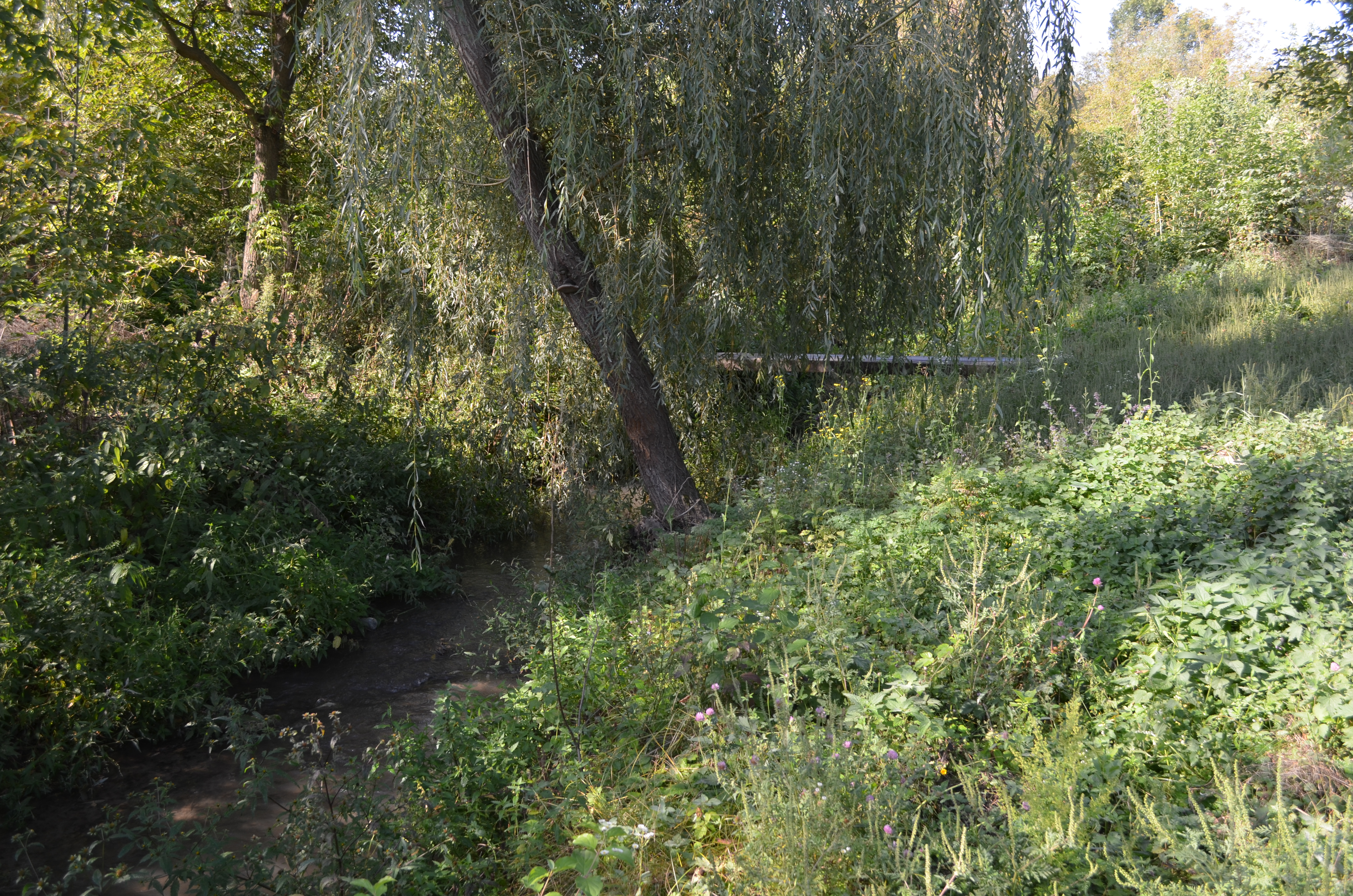
Річка у с. Грабарівка
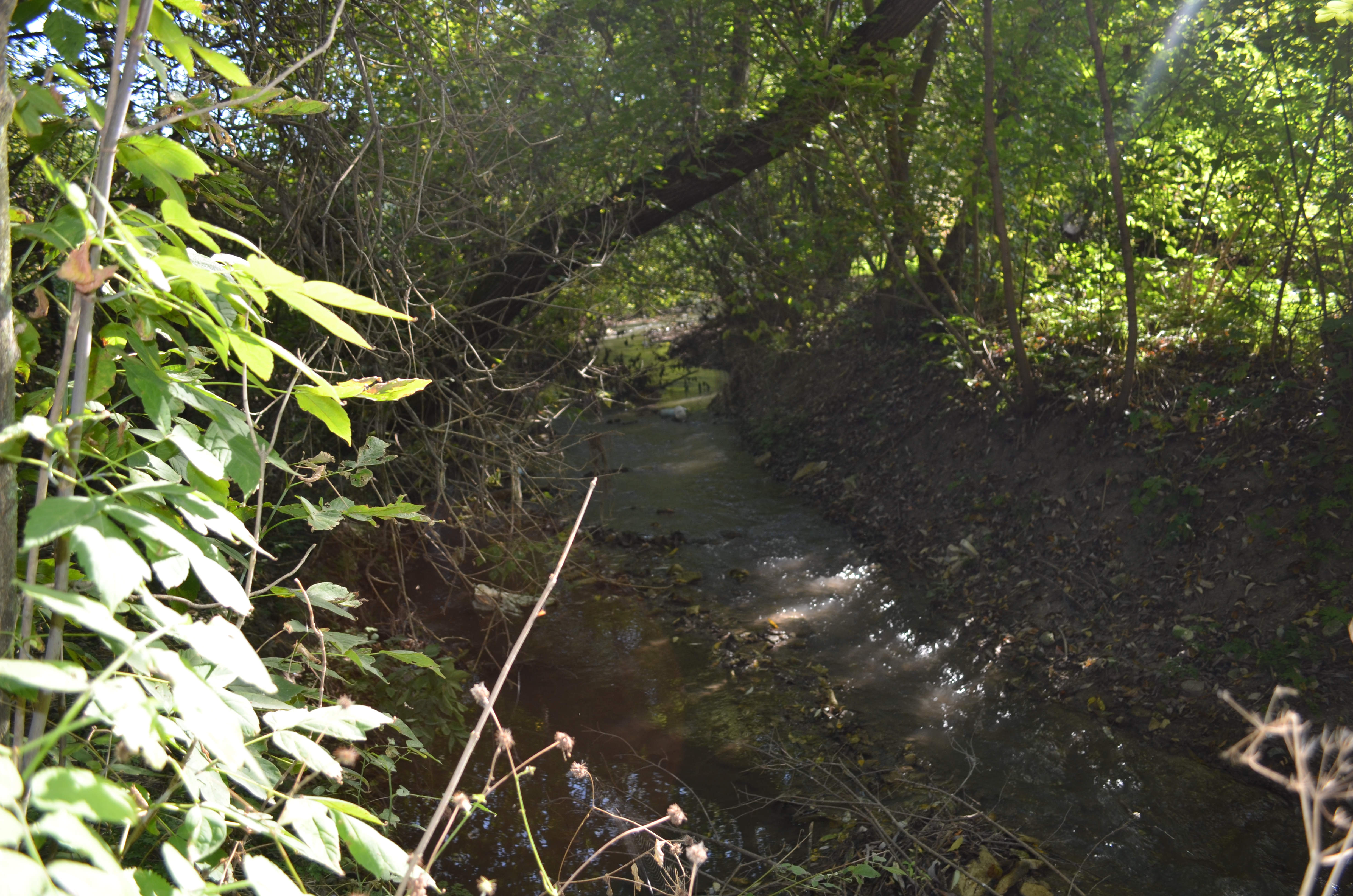
Річка у с. Грабарівка
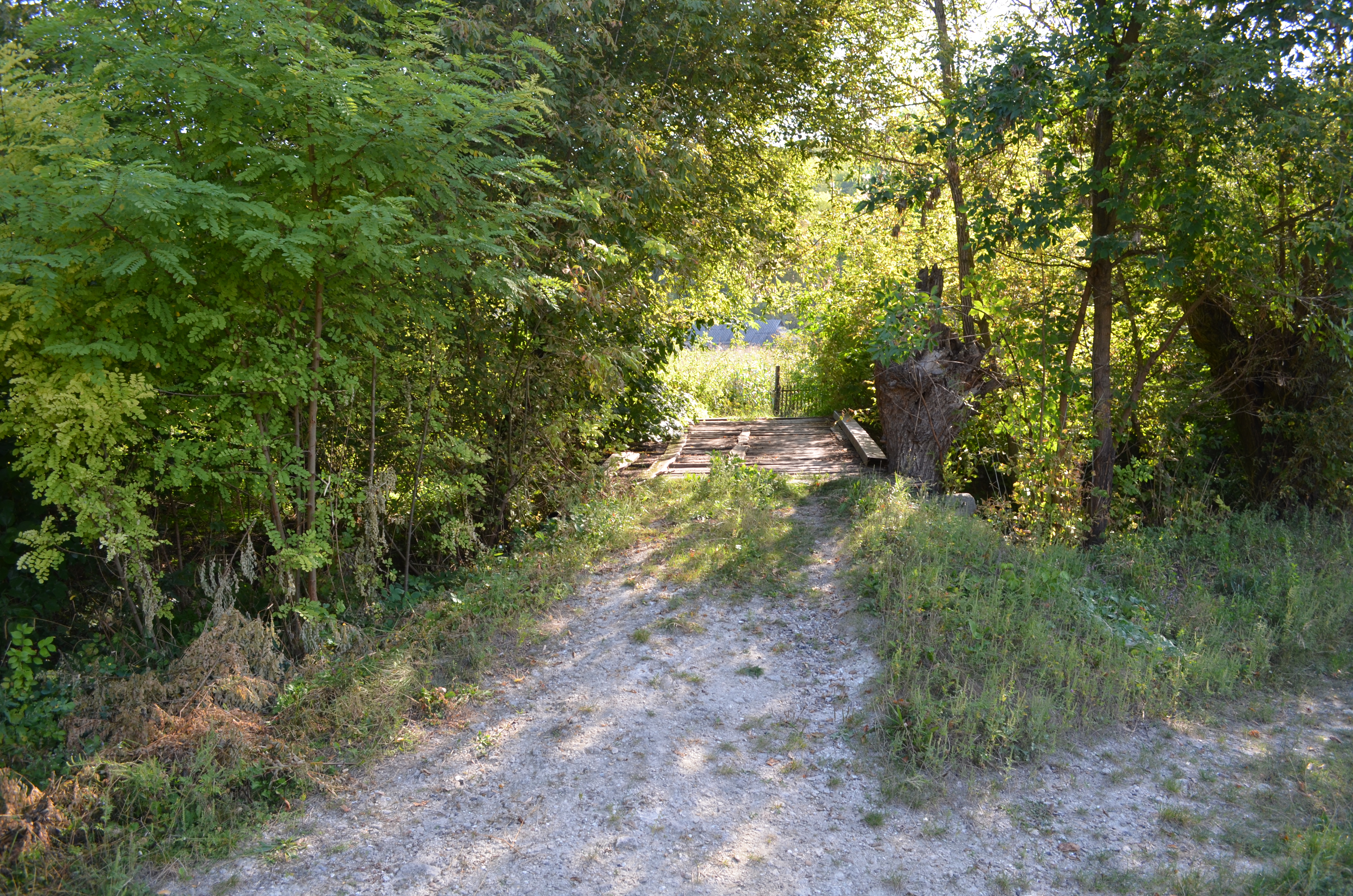
Міст через річку у с. Грабарівка
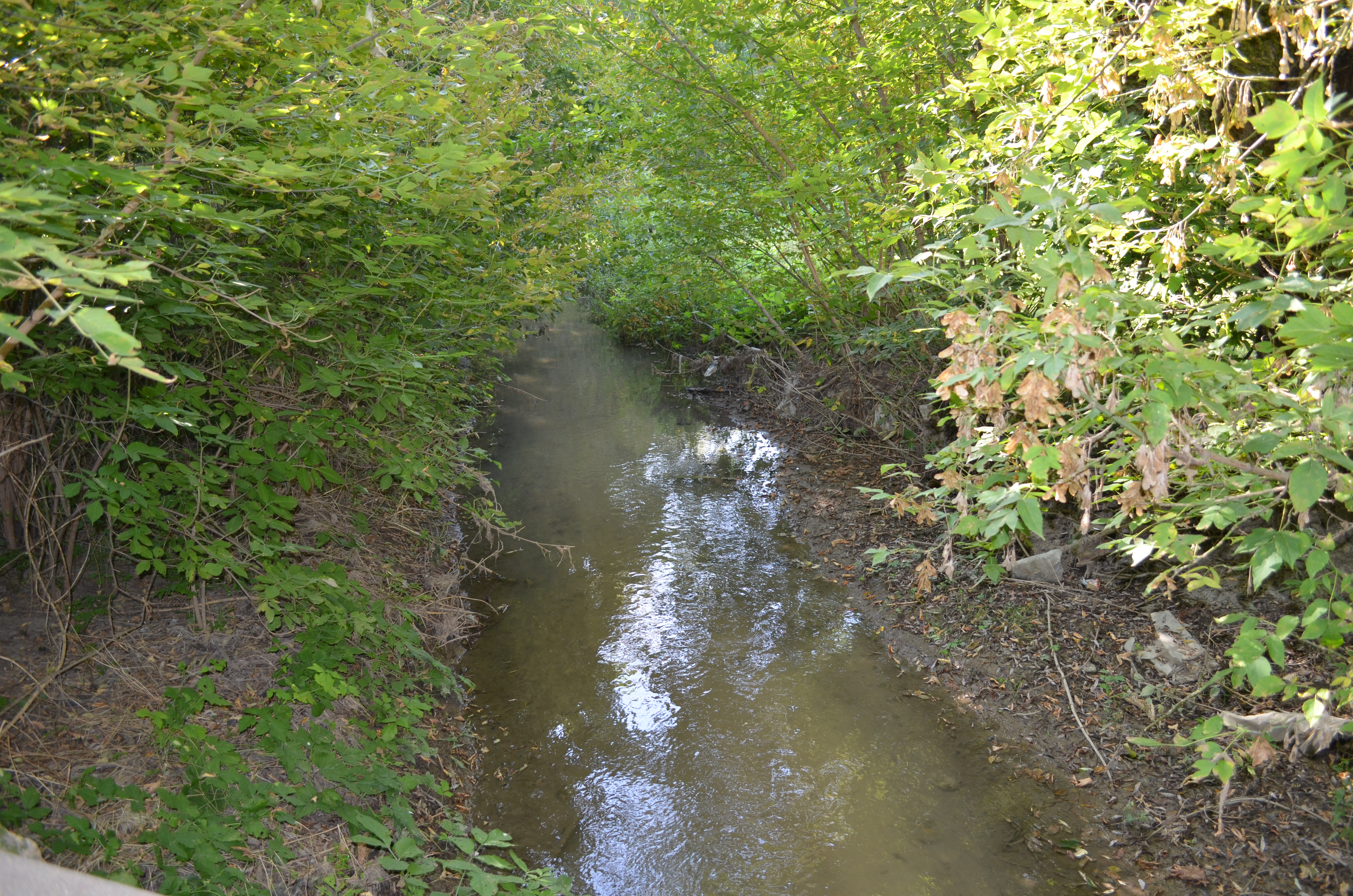
Річка у с. Грабарівка
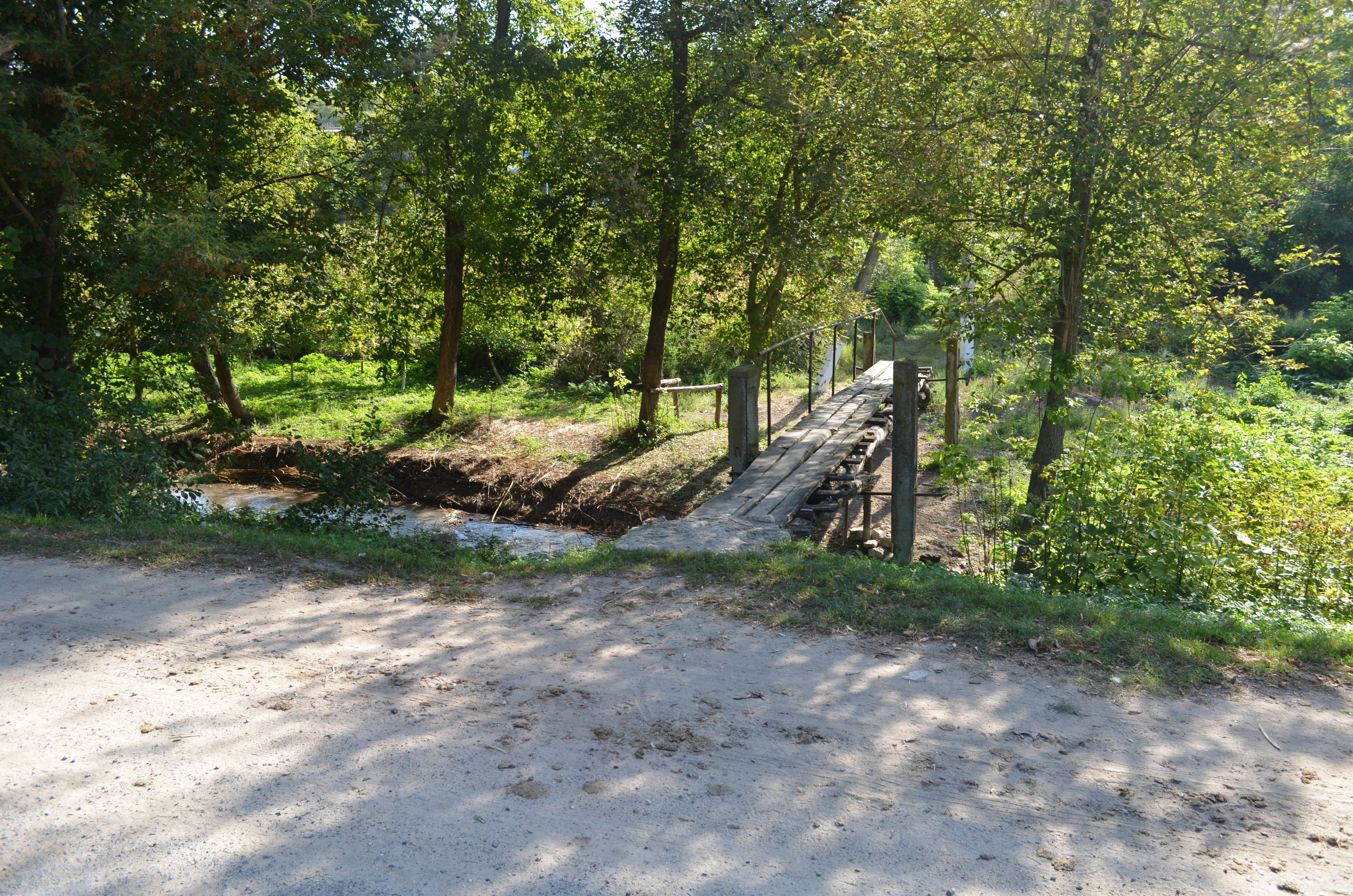
Річка у с. Грабарівка
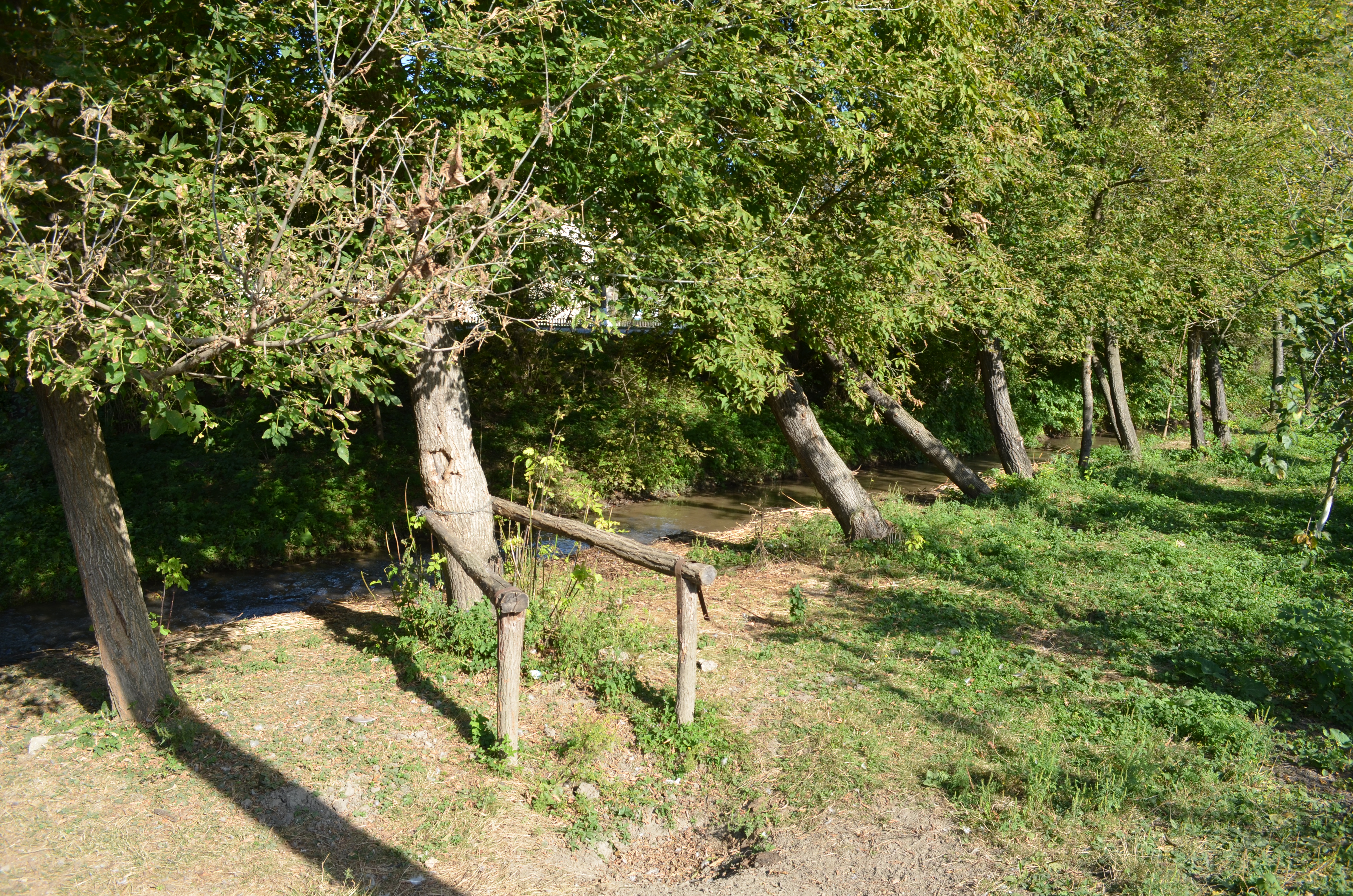
Річка у с. Грабарівка
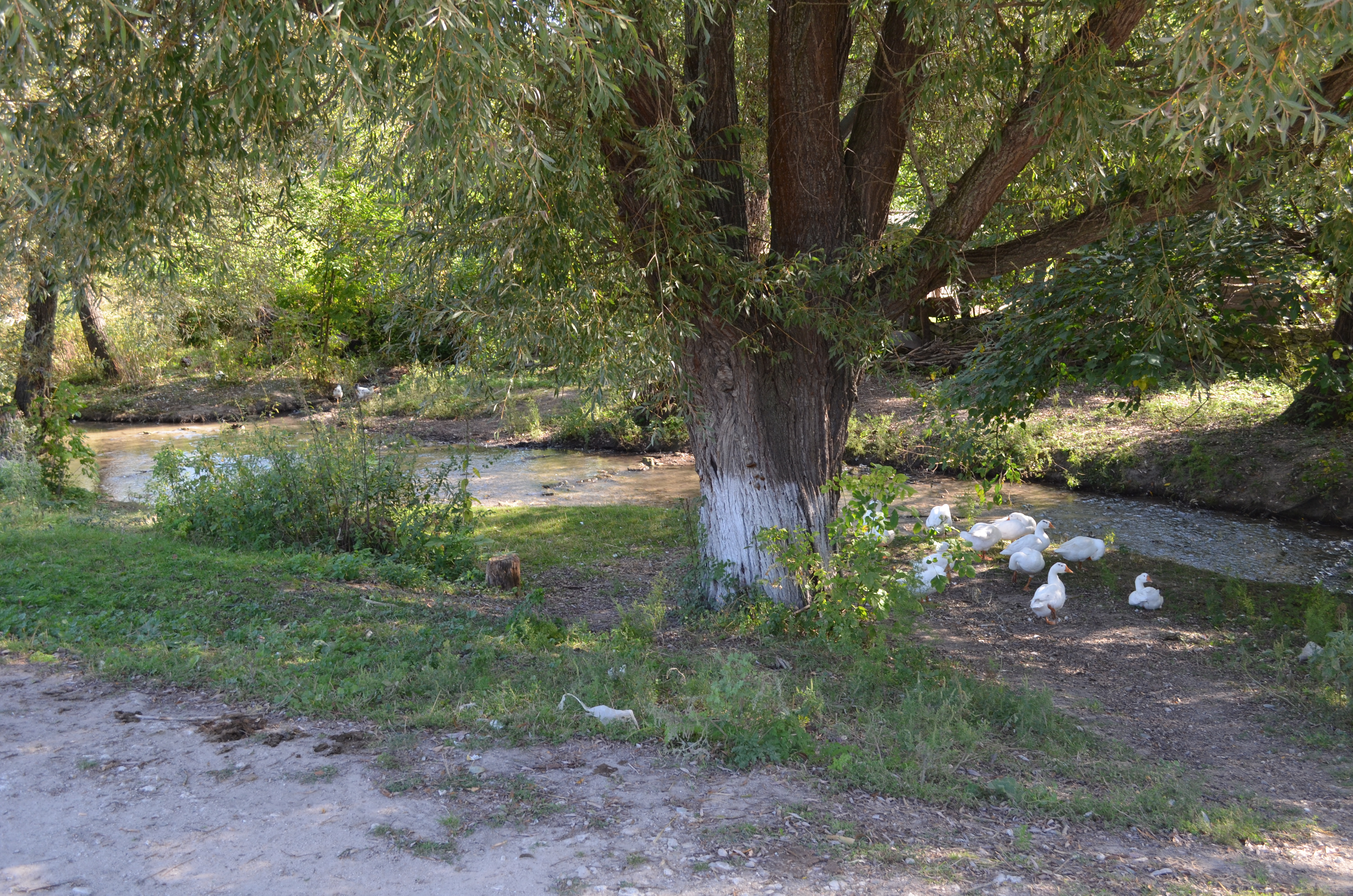
Річка у с. Грабарівка